# Ађан Брам
Ађан Брахмавамсо Махатхера (познатији под именом Ађан Брам) је рођен као Peter Betts у Лондону, Енглеска 7. августа 1951. Тренутно, Брам је монах манастира Бодхинајана, у Серпентину, Западна Аустралија, духовни вођа Будистичког Друштва Западне Аустралије, духовни саветник Будистичког Друштва у Викторији, духовни саветник Будистичког Друштва Јужна Аустралија, духовни лидер Будистичког Удружења у Сингапуру, и духовни лидер Бодхикусума Центра у Сиднеју.

## Порекло
Петер Бетс потиче из радничке класе и похађао је Latymer Upper School http://www.latymer-upper.org/. Освојио је стипендију на студијама Теоретске физике у Универзитету у Кејмбриџу крајем 1960-их. Након стечене дипломе на овом универзитету, радио је годину дана као средњошколски наставник, након чега путује на Тајланд да би постао монах код чувеног учитеља Ађан Ча. Брам је замонашен у Бангкоку у 23. години од игумана манастира Ват Сакет. Одмах затим је провео девет година учећи и вежбајући медитацију шумске традиције код Ађан Ча.

## Манастир Бодхидјана
Брам је позван у Перт, Аустралија од стране Будистичког Друштва Западне Аустралије, да се као предавач придружи Ађану Џагаро. Испрва, обојица су живели у старој кући у предграђу Северног Перта. Од краја 1983. обојица живе у брдима Серпентине, јужно од Перта, у манастиру Бодхинајана, саграђеном на 97 хектара (393,000 m²) обрадиве и шумске земље. Манастир је назван Бодхинајана по њиховим учитељу Ађан Ча.
Бодхинјана је први будистички манастир у Јужној хемисфери и данас је највећа заједница будистичких монаха у Аустралији. У почетку, на купљеној земљи није било грађевина, и како је било јако мало будиста у Перту у то време, и јако мало материјалне подршке, монаси су штедљиво сами почели да граде. Брам је научио водоинсталатерски и зидарски занат па је многе од садашњих објеката изградио захваљујући свом новостеченом знању из грађевинарства.
Године 1994., Џагаро је прекршио монашка правила, а искључен је из монашке заједнице годину дана касније. Оставши да самостално води манастир, Брам је стицао углед и добијао позиве да одржава предавања у другим деловима Аустралије и југоисточне Азије. Био је говорник на међународном будистичком самиту у Пном Пену 2002. године, и на три светске конференције о Будизму. Такође је посветио време и пажњу неизлечиво болеснима, затвореницима, оболелим од рака, људима који желе да науче да медитирају, као и својој монашкој заједници ''Сангха'' у манастиру Бодхинјана. Брам је такође пружио подршку женском манастиру Дхамасара у Гидгеганпу у брдима североисточно од Перта, да постане самосталан манастир, у којем бораве и монахиње са Шри Ланке. Аустралијанска монахиња Ађан Ср. Вајама је настојница тог манастира.

## Контроверза са заређивањем монахиња
Дана 22. октобра 2009, Брам је обавио церемонију заређивања монахиња, без договора са члановима тајландске монашке заједнице, где су четири будисткиње, Пречасне Ађан Вајама, и Пречасне Ниродха, Сери и Хасапанна, замонашене у западну теравада женску монашку заједницу. Церемонија пријема у женску монашку заједницу је обављена у Ађан Брамовом манастиру Бодхинајана (у близини Перта), у Аустралији. Због овога, првог новембра 2009, на састанку старијих чланова тајландске монашке заједнице, одржаног у Ват Па Понг, у Тајланду, Брам је изопштен из шумске традиције Ађана Чаа и главног тајландског манастира, Ват Па Понг, као и свих осталих западних манастира шумске традиције која се везује за име оснивача те традиције, монаха и учитеља Ађана Ча.

## Остварења
Још као млађи монах, Брам је замољен да састави збирку правила монашке дисциплине - винаја - на енглеском језику, што је било од великог значаја за Тхераваданске манастире у западним земљама. Тренутно, Брам је настојник манастира Бодхинјана, у месту Сертпентин, Западна Аустралија, духовни вођа Будистичког Друштва Западне Аустралије, духовни саветник Будистичког Друштва у Викторији, духовни саветник Будистичког Друштва Јужне Аустралије, духовни лидер Будистичког Удружења у Сингапуру, духовни лидер Бодхикусума Центра у Сиднеју.
У октобру 2004, Брам је награђен Џон Куртиновом медаљом за показану визију, вођство и заслуге аустралијском друштву од стране Куртиновог Универзитета. Тренутно, у сарадњи са монасима и монахињама свих будистичких традиција, Брам ради на оснивању монашке асоцијације у Аустралији.

## Издања
- Opening the Door of Your Heart: And Other Buddhist Tales of Happiness. Also published as Who Ordered This Truckload of Dung?: Inspiring Stories for Welcoming Life's Difficulties. Wisdom Publications. Brahm (2005). Who Ordered This Truckload of Dung?: Inspiring Stories for Welcoming Life's Difficulties. Simon and Schuster. ISBN 978-0-86171-278-6.
- Mindfulness, Bliss, and Beyond: A Meditator's Handbook. Wisdom Publications. 2006. ISBN 978-0-86171-275-5.